# 1. Festiwal Polskich Filmów Fabularnych w Gdańsku
1. Festiwal Polskich Filmów Fabularnych odbył się w 1974 w Gdańsku.

## Filmy konkursowe

### Filmy kinowe
Ciemna rzeka, reż. Sylwester Szyszko
Drzwi w murze, reż. Stanisław Różewicz
Gniazdo, reż. Jan Rybkowski
Godzina za godziną, reż. Roman Załuski
Hubal, reż. Bohdan Poręba
Iluminacja, reż. Krzysztof Zanussi
Nagrody i odznaczenia, reż. Jan Łomnicki
Nie będę cię kochać, reż. Janusz Nasfeter
Nie ma mocnych, reż. Sylwester Chęciński
Opowieść w czerwieni, reż. Henryk Kluba
Palec Boży, reż. Antoni Krauze
Potop, reż. Jerzy Hoffman
Pójdziesz ponad sadem, reż. Waldemar Podgórski
Sanatorium pod Klepsydrą, reż. Wojciech Jerzy Has
W pustyni i w puszczy, reż. Władysław Ślesicki
Zapamiętaj imię swoje, reż. Siergiej Kołosow
Zapis zbrodni, reż. Andrzej Trzos-Rastawiecki

### Filmy telewizyjne
Chleba naszego powszedniego, reż. Janusz Zaorski
Dwoje bliskich obcych ludzi, reż. Włodzimierz Haupe
Dziewczyna i gołębie, reż. Barbara Sass
Jej portret, reż. Mieczysław Waśkowski
Kaprysy Łazarza, reż. Janusz Zaorski
Nocleg, reż. Feliks Falk
Profesor na drodze, reż. Zbigniew Chmielewski
Sędziowie, reż. Konrad Swinarski
Stan wyjątkowy
Stracona noc, reż. Janusz Majewski
Tak bardzo zmęczeni, reż. Wojciech Marczewski
Uszczelka, reż. Andrzej Konic

## Jury
- Jerzy Kawalerowicz (przewodniczący) – reżyser filmowy, przewodniczący SFP
- Jerzy Bajdor (przewodniczący) – dyrektor Zespołu Programu i Rozpowszechniania NZK
- Antonina Gordon-Górecka – aktorka
- Stanisław Hebanowski – pisarz, kierownik artystyczny Teatru „Wybrzeże”, przewodniczący GO ZLP
- Jacek Fuksiewicz – krytyk filmowy, naczelny redaktor Programów Filmowych TVP
- Mieczysław Jahoda – operator filmowy, SFP
- Aleksander Jackiewicz – pisarz, krytyk literacki i filmowy, teoretyk filmu
- Zbigniew Klaczyński – krytyk filmowy, zastępca redaktora naczelnego tygodnika „Film"
- Stanisław Kuszewski – rektor PWSFTViT w Łodzi
- Józef Patkowski – kompozytor, kierownik Studia Eksperymentalnego PRiTV
- Daniel Szczechura – reżyser filmowy, SFP

## Laureaci
Grand Prix - Lwy Gdańskie: Potop, reż. Jerzy Hoffman
W kategorii filmów kinowych:
- Nagroda Specjalna: Iluminacja, reż. Krzysztof Zanussi
- Nagrody Główne:
  - Zapis zbrodni, reż. Andrzej Trzos-Rastawiecki,
  - Ciemna rzeka, reż. Sylwester Szyszko
- Najlepsza rola kobieca: Ludmiła Kasatkina – Zapamiętaj swoje imię
- Najlepsza rola męska: Daniel Olbrychski – Potop
- Najlepsze zdjęcia: Zygmunt Samosiuk – Zapis zbrodni
- Najlepsza scenografia: Jerzy Skarżyński i Andrzej Płocki – Sanatorium pod Klepsydrą

W kategorii filmów telewizyjnych:
- Nagroda Specjalna: Uszczelka, reż. Andrzej Konic
- Nagrody Główne:
  - Sędziowie, reż. Konrad Swinarski,
  - Jej portret, reż. Mieczysław Waśkowski
- Najlepszy scenariusz: Henryk Czarnecki i Zbigniew Chmielewski – Profesor na drodze
- Najlepsza rola kobieca: Małgorzata Pritulak – Jej portret i Chleba naszego powszedniego
- Najlepsza rola męska: Henryk Bąk – Uszczelka
- Najlepsze zdjęcia: Sławomir Idziak – Tak bardzo zmęczeni
- Najlepsza muzyka: Stanisław Radwan – Sędziowie

Nagrody Publiczności:
filmy kinowe:
- Potop, reż. Jerzy Hoffman
- Nie ma mocnych, reż. Sylwester Chęciński
- Nie będę cię kochać, reż. Janusz Nasfeter

filmy telewizyjne:
- Stan wyjątkowy, reż. Sylwester Chęciński
- Jej portret, reż. Mieczysław Waśkowski
- Dwoje bliskich, obcych ludzi, reż. Włodzimierz Haupe